# 1997년 롯데 자이언츠 시즌
1997년 롯데 자이언츠 시즌은 롯데 자이언츠가 KBO 리그에 참가한 16번째 시즌이며, 김용희 감독이 팀을 이끈 4번째 시즌이다. 팀은  조급한 나머지 약체 마운드를 보강하기 위해 의병제대한 뒤 몸만들기가 덜 된 주형광과 시즌 중 영입한 특급신인 문동환을 조기 등판시킨 점, 신인 손민한이 전지훈련 때부터 오른어깨 이상설이 제기됐음에도 코칭스태프가 초반부터 등판시켜 9경기 만에 조기 퇴장하는 등 부상자가 속출하여 최하위 싸움에서 결국 밀려나며 8팀 중 정규시즌 최하위에 그쳤다. (지난 1989년 이후 8년 만에 최악의 성적을 거뒀다.)

## 타이틀
- 올스타전 추천선수: 박지철, 박현승
- 컴투스프로야구 레전드 카드: 박현승
- 출장(타자): 마해영 (126)

### 퓨처스리그
- 남부리그 탈삼진: 장승익 (86)

## 선수단
- 선발투수: 염종석, 차명주, 주형광, 박석진
- 구원투수: 김태석, 김상현, 박보현, 강상수, 가득염, 정인석, 장승익, 김상현, 박부성, 윤학길
- 마무리투수: 박지철, 문동환, 임봉춘, 손민한, 이상번, 윤형배, 이정훈
- 포수: 임수혁, 전봉석, 정호진, 배정훈
- 1루수: 마해영, 이지환
- 2루수: 박정태, 박계원, 조규철
- 유격수: 김민재
- 3루수: 박현승, 임형석, 조유신, 이동수
- 좌익수: 김응국, 유필선, 김종훈, 박종일, 김영일
- 중견수: 김대익
- 우익수: 이종운, 김종헌
- 지명타자: 공필성, 손동일, 이영주, 이동욱, 나광호, 강성우

## 여담
- 제2구장인 마산 야구장의 좌석 수를 10000석에서 21663석으로 늘렸다.
- 주형광은 당시 규정 이닝 충족 투수 중 유일하게 음수 WAR을 기록했다.
- 빅터 콜은 시즌 후 열린 외국인 선수 드래프트에서 1라운드에 지명되었으나 협상 결렬로 입단이 불발되었고, 이에 따라 2라운드에 지명된 덕 브래디가 롯데 자이언츠 역대 최초의 외국인 선수가 되었다.
- 시즌 후 1998 신인드래프트에서 고졸우선지명으로 김정열과 김진수를 영입했다. 이들은 구단 사상 고졸우선지명으로 입단한 마지막 선수들이 되었다.